# پرفلوئورواکتان‌سولفونیک اسید
پرفلوئورواکتان‌سولفونیک اسید (به انگلیسی: Perfluorooctanesulfonic acid) با فرمول شیمیایی C۸HF۱۷O۳S یک ترکیب شیمیایی با شناسه پاب‌کم ۷۴۴۸۳ است. که جرم مولی آن ۵۰۰٫۱۳ g/mol می‌باشد.